# Katrine Abel
Katrine Louise Abel (28 giugno 1990) è una calciatrice danese, portiere del Brøndby e della nazionale danese.

## Carriera

### Nazionale
Abel salta completamente l'iter nelle formazioni giovanili venendo convocata direttamente con la nazionale maggiore, chiamata dal commissario tecnico Nils Nielsen in occasione dell'amichevole del 15 gennaio 2015 persa 3-2 con la Nuova Zelanda rilevando Stina Lykke Petersen al 46'.
Chiamata da Nielsen per l'edizione 2015 dell'Algarve Cup, dove viene impiegata in una sola occasione, passa un lungo periodo senza essere mai impiegata fino al 2019, con il CT della nazionale danese che la convoca con regolarità in una serie di amichevoli e per l'Algarve Cup 2019.

## Palmarès
- Campionato danese: 3

Brøndby: 2014-2015, 2016-2017, 2018-2019
- Coppa di Danimarca: 3

Brøndby: 2014-2015, 2016-2017, 2017-2018